# Памятник Тарасу Шевченко (Ташкент)
Памятник Тарасу Шевченко — памятник украинскому поэту, писателю и художнику Тарасу Григорьевичу Шевченко, работы скульптора Леонида Григорьевича Рябцева, был открыт в Ташкенте 20 декабря 2002 года. На открытии памятника присутствовал Президент Украины Леонид Кучма.
Памятник установлен на улице Тараса Шевченко, напротив большого мозаичного панно, посвященного украинскому поэту. Панно расположено на стене одного из строений школы № 110, также носящей имя Тараса Шевченко.

## Описание
Памятник представляет собой поясную скульптуру Тараса Шевченко, установленную на постамент из серого гранита, нижняя часть которого украшена стилизованным украинским орнаментом. Скульптура изображает Тараса Шевченко, одетого в сюртук, с накинутым на плечи коротким плащом. В левой руке поэт держит предмет, напоминающий книгу или тетрадь. Вместо традиционной подписи к памятнику, на основании скульптуры, имеющему форму куба и составляющему единое целое с изваянием, выгравировано изображение личной подписи поэта.

## История
История существования украинской диаспоры на территории современного Узбекистана насчитывает более 3 веков. При всём многообразии культурных и исторических связей между народами Узбекистана и Украины, многое связано с именем Тараса Шевченко. Известно, что поэт, будучи в ссылке, в 1848—1849 годах был участником Аральской экспедиции под руководством А. И. Бутакова, изучавшей северную часть Каракалпакии.
Первый вариант памятника Тарасу Шевченко был установлен в Ташкенте 21 ноября 1920 года.
В октябре 2000 года, во время официального визита в Узбекистан Президента Украины Леонида Кучмы, им совместно с Президентом Узбекистана Исламом Каримовым был заложен памятный камень на месте установки будущего памятника украинскому поэту. Через два года 20 декабря 2002 года Леонид Кучма торжественно открыл памятник Тарасу Шевченко в Ташкенте, работы ташкентского скульптора Леонида Григорьевича Рябцева.
Памятник установлен на улице, носящей имя Тараса Шевченко. Этот район города восстанавливался после ташкентского землетрясения в том числе и рабочими, приехавшими из Украинской ССР. На этой улице, также, расположена школа № 110, носящая имя Т. Г. Шевченко, построенная по проекту украинского архитектора И. Ю. Каракиса. На стене одного из школьных строений находится большое мозаичное панно работы художника В. Куткина, на котором изображён Тарас Шевченко с кобзой в руках. Памятник установлен на площадке напротив панно, с которым удачно гармонирует.

## События, связанные с памятником
Во взаимосвязи с установкой памятника Тарасу Шевченко в Ташкенте, в 2016 году планируется открытие памятника Алишеру Навои в Киеве. По словам посла Узбекистана на Украине А. Абдуалиева:
В Ташкенте установлен архитектурно-мемориальный ансамбль с бюстом Тараса Шевченко, а на заднем плане — мозаичное панно с изображением Кобзаря. Нам хотелось бы и в Киеве сделать что-то подобное. Планируется, что памятник Алишеру Навои будет из бронзы. А на заднем плане — панно, где мозаикой будут выложены тексты из оригинала трудов Навои (одной из его поэм), которые хранятся в музее в Ташкенте.
27 января 2014 года возле памятника Тараса Шевченко состоялся несанкционированный митинг в поддержку Евромайдана, на котором присутствовало около десятка человек. Собравшиеся размахивали флагами Украины, Грузии и Украинской повстанческой армии. Украинская диаспора Узбекистана выступила со словами резкого осуждения участников этой акции.
9 марта 2014 года в Ташкенте было отмечено 200-летие Тараса Шевченко. Торжества начались с возложения цветов к памятнику украинскому поэту. В церемонии приняли участие посол Украины в Узбекистане Ю. Савченко, руководитель представительства Россотрудничества в Узбекистане В. Кайер, руководство МИД Узбекистана и другие официальные лица, а также представители украинской диаспоры страны. После окончания официальной части церемонии собравшиеся декламировали стихотворения поэта на украинском, русском, узбекском и крымскотатарском языках.